# Колесников Євген Борисович
Євге́н Бори́сович Коле́сников (16.06.1949) — доктор медичних наук, професор, лауреат премії ЛКСМУ (1983), Державної премії УРСР в галузі науки і техніки (1986).

## Життєпис
1976 року закінчив Одеський медичний університет ім. Пирогова. Ще в студентські роки двічі (в 1973 та 1975 роках) ставав переможцем Республіканських конкурсів студентських наукових робіт. В 1977 році закінчив інтернатуру з хірургії та був направлений на роботу в Київський науково-дослідний інститут клінічної та експериментальної хірургії. Працював під керівництвом О. О. Шалімова; 1982 року захистив кандидатську дисертацію «Екстракорпоральна сорбційна детоксикація в комплексному хірургічному лікуванні непрохідності жовчевивідних проток».
По результатах кандидатської роботи в 1980 році став Лауреатом Всесоюзного конкурсу науково-технічної творчості молоді СРСР; того ж року нагороджений Бронзовою медаллю ВДНГ СРСР. 1983 року йому за роботу «Розробка й клінічне впровадження методів сорбційної детоксикації в хірургію» присуджено Республіканську премію імені М. Островського. Протягом 1982—1989 років працював старшим науковим співробітником та асистентом кафедри загальної хірургії Київського Національного медичного університету ім. О. О. Богомольця.
У 1985 році надруковано першу у світі монографію, в якій було дано наукове обґрунтування впровадження методів сорбційної детоксикації в хірургії — «Сорбційна детоксикація в хірургічній клініці» (співавтори В. С. Земсков, О. А. Машков, К. С. Терновой).
Лауреат Державної премії УРСР в галузі науки і техніки 1986 року — за цикл робіт «Розробка, теоретичне обґрунтування та клінічне впровадження нових методів оперативного лікування, детоксикації і реабілітації хворих із захворюванням печінки та жовчовивідних протоків»; співавтори Картель Микола Тимофійович, Ковальов Михайло Маркович, Короткий Валерій Миколайович, Медведєв Володимир Єгорович, Орел Гліб Львович, Павловський Михайло Петрович, Панченко Сусанна Миколаївна, Радзіховський Анатолій Павлович, Скиба Володимир Вікторович.
1988 року під керівництвом професора В. С. Земскова захистив докторську дисертацію «Лікування гострого панкреатиту та профілактика його ускладнень».
Серед робіт: 1988 року монографія про застосування низьких температур у хірургії та онкології «Низькі температури в медицині» (зі співавторами — К. С. Терновой, Г. Г. Гассанов, В. С. Земсков та інші).
Протягом 1990—2008 років працював у багатьох країнах закордоння. З 1990 року працював у Бостоні у — Массачусетському університетському загальному шпиталі Гарвардського університету. З 1994 року переїхав на роботу у Вашингтон. З початку 2000-х років став займатися лікуванням пацієнтів з морбідним ожирінням та естетичною корекцією обличчя й тіла у пацієнтів після схуднення. В 2000 році працював віце-президентом Клініки академіка Земскова, президентом міжнародної медичної українсько-американської організації INTERMED US-UА, віце-президентом Всеукраїнської асоціації пластичних, реконструктивних та естетичних хірургів; повернувся у США.
За час роботи в США розроблені (разом з D. Halmi i O. Anez)
- новий метод хірургічного лікування ожиріння через міні-лапаротомічний доступ «Mini-open roux-en-y gastric bypass»
- новий метод абдомінопластики після втрати ваги «Tightening jacket abdominoplasty».

За ці роботи нагороджений двома дипломами та медаллю Міжнародного коледжу хірургів — за досягнення в світовій хірургії.
Опубліковано 205 наукових праць, 4 монографії, зареєстровано 16 авторських посвідчень на винаходи, 10 методичних рекомендацій і інформаційних листів.
З 2008 року працює на посаді професора кафедри загальної та невідкладної хірургії Національної медичної академії післядипломної освіти імені П. Л. Шупика.
Наукові інтереси:
- загальна та невідкладна хірургія (включаючи лапароскопічні та міні-інвазивні методи)
- лікування кишкової непрохідності, хірургія ожиріння
- онкологічна та пластична хірургія, методи імуно-лікування онкологічних захворювань, детоксикації та регіонарні перфузії органів, косметична хірургія.